# ジョン・オースターハウト
ジョン・ケネス・オースターハウト（英語: John Kenneth Ousterhout、発音: [ˈoʊstərhaʊt]）はアメリカ人の計算機科学者。スタンフォード大学の計算機科学教授を務める。ジョン・グラハム＝カミングと共にElectric Cloudを創業した。
カリフォルニア大学バークレー校の教授を務めていた時期にスクリプト言語Tclとプラットフォーム非依存のウィジェット・ツールキットTkの開発を開始し、Coschedulingの概念を提案した。オースターハイトは実験的なSpriteオペレーティングシステムと最初のログ構造ファイルシステムを設計した研究グループを率いた。また、VLSI（超大規模集積回路）CADプログラムのMagic開発チームを率いた。

## 業績
オースターハウトは1975年にイェール大学で物理学の学士号を取得し、1980年にカーネギーメロン大学で博士号を取得した。1987年にVLSIの電子設計自動化CADシステムの業績によりグレース・ホッパー賞を受賞、1994年にはその業績によってACMフェローにも選出された。抽象化によってコンピュータのプログラミング能力を向上させた功績により、2001年には全米技術アカデミー会員に選出された。
1994年にバークレー校を離れ、サン・マイクロシステムズ研究所に入社した。サンはオースターハウトとともにTcl開発チームを雇い入れた。サンで数年働いた後、オースターハウトは同社を退職し、1998年1月にプロフェッショナル向けTcl開発ツールを提供するScriptics, Inc.（後にAjuba Solutionsに社名変更）を共同創業した。Tclチームの大半はオースターハウトを追ってサンを退職した。Ajubaは2000年10月にInterwoven社に買収された。2008年にはスタンフォード大学の教員になった。

## 著書
- Michael Stonebraker; Randy Katz（英語版）, David Patterson（英語版）, John Ousterhout (1988). “THE DESIGN OF XPRS”. VLDB国際会議（英語版）:  318–330 2015年3月25日閲覧。.
- A Philosophy of Software Design, (Yaknyam Press, 2018, ISBN 1732102201)

## 参照
- オースターハウトの二分法（英語版）
- Raft (アルゴリズム)

## External links
- John's recounting of Tcl's early days
- Ousterhout's web page at Stanford University